# Alexandre Lecamus
Pour les articles homonymes, voir Lecamus.
Alexandre Lecamus est un homme politique français né le 4 avril 1807 à Mayenne (Mayenne) et mort le 4 avril 1886 à Castres (Tarn).

## Biographie
Après un séjour au Pérou, de 1830 à 1834, il fonde une filature à Castres. Conseiller municipal de Castres, juge au tribunal de commerce de 1836 à 1852, il est député du Tarn de 1871 à 1876, siégeant au centre gauche, sur les bancs républicains.
Il est inhumé au cimetière Saint-Roch de Castres.

## Sources
- Ressource relative à la vie publique :   - Base Sycomore
- Notices d'autorité :   - VIAF
  - ISNI
  - BnF (données)
- « Alexandre Lecamus », dans Adolphe Robert et Gaston Cougny, Dictionnaire des parlementaires français, Edgar Bourloton, 1889-1891 [détail de l’édition]